# Bombarder
Bombarderski avion ili bombarder je vrsta vojnog zrakoplova (borbeni zrakoplov) namijenjenog za napad (bombardiranje) neprijateljskih ciljeva na kopnu i moru, klasičnim ili nuklearnim bombama i projektilima.  Obično je naoružan za obranu od neprijateljskih lovaca vatrenim i raketnim naoružanjem. Opremljeni su nišanskim i navigacijskim sustavima i sredstvima za protuelektroničkog djelovanja.
S obzirom na namjenu, bombarderi se mogu podijeliti na:
- strategijske bombarderske avione
- taktičke bombarderske avione

S obzirom na nosivost, odnosno maksimalnu masu pri polijetanju, bombarderi se mogu podijeliti na:
- lake bombardere
- srednje bombardere
- teške bombardere